# Selva Badlands
La selva Badlands se encuentra en los Estados Unidos, en el estado de Dakota del Sur. Dentro del parque, el desierto fue designado por el Congreso en 1976, y es administrado por el Servicio de Parques Nacionales.
La selva, en el sureste del Condado de Pennington, comprende 64 144 acres (560 km²) de los sectores más prístinos del parque nacional. Dentro de este desierto, los búfalos todavía vagan libremente y los visitantes también pueden encontrar cimarrones, coyotes y venados bura. No hay senderos designados y se permite acampar en cualquier lugar en lo que es considerado como la más grande pradera de pastizales que queda en los Estados Unidos. En este lugar la caza no está permitida.
Se utilizaron veintitrés clases de mapas de vegetación y diez clases de uso del suelo de nivel Anderson II para la interpretación de aproximadamente 1,3 millones de acres que abarcan el parque (aproximadamente 242 755 acres) y sus alrededores.